# ONE Championship
ONE Championship (tidigare ONE Fighting Championship och ONE FC) är en singaporiansk organisation som arrangerar kampsportsgalor. ONE Championship grundades 2011 av Chatri Sityodtong och Victor Cui. 

## Grundande
ONE Championship lanserades som "ONE FC" på en presskonferens i Singapore 14 juli 2011. De kampsportare som presenterades som kontrakterade till den nya organisationen var bland andra: Anuwat Kaewsamrit, Eduard Folayang, Yodsanan Sityodtong, Ole Laursen, Leandro Issa, Orono Wor Petchpun och Rolles Gracie.
Victor Cui kungjorde att när den första galan skulle sändas den 3 september samma år skulle den kunna ses i 500 miljoner hem runtom i Asien.

## Viktklasser
ONE Championship använder ett eget system för viktklasser. Det lanserades efter att en av deras kampsportare dog när han försökte nå sin vikt. Deras system bygger på atletens "walking-weight", alltså det personen normalt väger. Bland annat testas vätskenivåerna hos den tävlande regelbundet under kontraktstiden och även under veckan före en gala (fight week). ONE har byggt upp sitt system kring tanken om sina kampsportares välmående där ingen viktminskning (weight cut) strax före en match ska förekomma. Bland annat den inom MMA-världen välrenommerade kommentatorn och poddaren Joe Rogan har prisat deras system och kallat det banbrytande vad gäller rättvisa och säkerhet i och med att det tar bort det "lagliga fusket" med vätskeviktminskning. Den som inte klarar vikten kan få gå en catchviktmatch, men bara om personen väger max 105% av motståndarens vikt.
Effekten av deras unika fokus på atleternas välmående vad gäller viktklasser är att ONE:s viktklasser är i princip en viktklass högre än motsvarande vikt i en annan organisation. 
| Viktklass     | Kilogram (kg) | Pund (lb)   |
| ------------- | ------------- | ----------- |
| Tungvikt      | 102,2 – 120,2 | 225 – 265   |
| Lätt tungvikt | 93,1 – 102,1  | 205 – 224,9 |
| Mellanvikt    | 84,0 – 93,0   | 185 – 204,9 |
| Weltervikt    | 77,2 – 83,9   | 170 – 184,9 |
| Lättvikt      | 70,4 – 77,1   | 155 – 169,9 |
| Fjädervikt    | 65,9 – 70,3   | 145 – 154,9 |
| Bantamvikt    | 61,3 – 65,8   | 135 – 144,9 |
| Flugvikt      | 56,8 – 61,2   | 125 – 134,9 |
| Stråvikt      | 52,3 – 56,7   | 115 – 124,9 |
| Atomvikt      | 47,7 – 52,2   | 105 – 114,9 |

## TV-sändning
ONE Championship sänds i 136 länder med en potentiell tittarskara om 1,7 miljarder människor. Det sänds via ett antal TV-kanaler jorden runt. 
Asien
- Indonesien: MNC Int'l, SCTV, Indosiar[8]
- Singapore: MediaCorp Channel 5[9]
- Filippinerna: ABS-CBN S+A Channel 23, ATC @ IBC13, GMA 7[10]
- Kambodia: MyTV[11]
- Malaysia: Astro Arena, TV9, RTM[12]
- Thailand: Thairath TV

Den amerikanska kontinenten
- Brasilien: Esporte Interativo, BandSports
- Kanada: The Fight Network[13]

Övrigt
- Australien: Setanta
- Storbritannien: Premier Sports, Box Nation
- Mellanöstern och Afrika: Physique TV

- Andra kanaler som visar ONE Championships galor är bland andra: Fight Channel i Kroatien, Fight Time i Ryssland, Fox Sport Africa, Setanta Ireland och Kombasports.lu i Frankrike.

Den 11 december 2018 meddelade ONE att de skrivit ett tre-årsavtal med Turner Sports som innebär att 24 galor kommer visas på TNT och andra digitala Turnerplattformar. Förutom galor kommer Turner även sända en ONE-dokusåpa.
ONE skrev 2012 ett sändningsavtal med Fox Sports Asia (f.d. ESPN Star Sports) på tio år. Det längsta sådana avtalet för en MMA-organisation i Asien, vilket medförde att alla deras galor sändes på ESPN:s och Star Sports kanaler. Efter att ESPN Asia 2014 bytte form och blev Fox Sports Asia började deras galor sändas via Fox Sports. 

Alla deras galor kan även sedan februari 2018 ses gratis via ONE:s egna app.

## Galor
- Organisationens första och enda gala för året, ONE FC 1, anordnades 3 september 2011 i Singapore. Galan och dess datum tillkännagavs samma dag som ONE FC lanserades på en presskonferens i Singapore 14 juli 2011.[17]
- 2012 planerades fem galor i Indonesien, Singapore, Malaysia och Filippinerna.[18]
- 2013 planerades sju galor i Indonesien, Singapore, Malaysia och Filippinerna.[19]
- 2014 planerades elva galor i Indonesien, Singapore, Malaysia och Filippinerna, Kina, Kambodja, Taiwan och Förenade Arabemiraten.[20]
- 2015 planerades elva galor i Indonesien, Singapore, Malaysia och Filippinerna, Kina, Kambodja och Myanmar.[21]
- 2016 planerades fjorton galor i Indonesien, Singapore, Malaysia, Filippinerna, Kina, Thailand och Myanmar.[22]
- 2017 planerades arton galor i Indonesien, Singapore, Malaysia, Filippinerna, Kina, Thailand och Myanmar.[23]
- 2018 planerades arton galor i  Malaysia, Filippinerna,  Indonesien,  Singapore,  Myanmar,  Thailand,  Indonesia, och Kina.[24]
- 2019 planerades 45 galor i Sydkorea, Kina, Malaysia, Singapore, Filippinerna, Indonesien, Japan, Vietnam, Thailand och Myanmar.[25]
- 2020 planerades 50 galor.[26]

## Regerande mästare

### MMA
| Herrar        | Herrar                  | Herrar                                      | Herrar             | Herrar       |
| Viktklass     | Mästare                 | Regerande mästare sedan                     | Tid som mästare    | Titelförsvar |
| ------------- | ----------------------- | ------------------------------------------- | ------------------ | ------------ |
| Stråvikt      | Joshua Pacio (PHL)      | 12 april 2019 (ONE: Roots of Honor)         | 5 år och 321 dagar | 2            |
| Flugvikt      | Adriano Moraes (BRA)    | 25 januari 2019 (ONE: Hero's Ascent)        | 6 år och 33 dagar  | 0            |
| Bantamvikt    | Bibiano Fernandes (BRA) | 31 mars 2019 (ONE: A New Era)               | 5 år och 333 dagar | 1            |
| Fjädervikt    | Thanh Le (USA)          | 30 oktober 2020 (ONE: Inside the Matrix)    | 4 år och 120 dagar | 0            |
| Lättvikt      | Christian Lee (SGP)     | 17 maj 2019 (ONE: Enter the Dragon)         | 5 år och 286 dagar | 1            |
| Weltervikt    | Kiamrian Abbasov (KGZ)  | 25 oktober 2019 (ONE: Dawn of Valor)        | 5 år och 125 dagar | 0            |
| Mellanvikt    | Reinier De Ridder (NLD) | 30 oktober 2020 (ONE: Inside the Matrix)    | 4 år och 120 dagar | 0            |
| Lätt tungvikt | Aung La Nsang (MMR)     | 23 februari 2018 (ONE: Quest for Gold)      | 7 år och 4 dagar   | 1            |
| Tungvikt      | Brandon Vera (PHL)      | 11 december 2015 (ONE: Spirit of Champions) | 9 år och 78 dagar  | 2            |
| Damer         |                         |                                             |                    |              |
| Viktklass     | Mästare                 | Regerande mästare sedan                     | Tid som mästare    | Titelförsvar |
| Atomvikt      | Angela Lee (SGP)        | 6 maj 2016 (ONE: Ascent to Power)           | 8 år och 297 dagar | 4            |
| Stråvikt      | Jing Nan Xiong (CHN)    | 20 januari 2018 (ONE: Kings of Courage)     | 7 år och 38 dagar  | 4            |

### Kickboxning
| Herrar        | Herrar                            | Herrar                                     | Herrar             | Herrar       |
| Viktklass     | Mästare                           | Regerande mästare sedan                    | Tid som mästare    | Titelförsvar |
| ------------- | --------------------------------- | ------------------------------------------ | ------------------ | ------------ |
| Stråvikt      | Sam-A Gaiyanghadao (THA)          | 6 december 2019 (ONE: Mark Of Greatness)   | 5 år och 83 dagar  | 0            |
| Flugvikt      | Ilias Ennahachi (NLD)             | 16 augusti 2019 (ONE: Dreams of Gold)      | 5 år och 195 dagar | 2            |
| Bantamvikt    | Capitan Petchyindee Academy (THA) | 22 januari 2021 (ONE: Unbreakable)         | 4 år och 36 dagar  | 0            |
| Lättvikt      | Regian Eersel (NLD)               | 17 maj 2019 (ONE: Enter the Dragon)        | 5 år och 286 dagar | 1            |
| Lätt tungvikt | Roman Kryklia (UKR)               | 16 november 2019 (ONE: Age of Dragons)     | 5 år och 103 dagar | 0            |
| Damer         |                                   |                                            |                    |              |
| Viktklass     | Mästare                           | Regerande mästare sedan                    | Tid som mästare    | Titelförsvar |
| Atomvikt      | Janet Todd (USA)                  | 28 februari 2020 (ONE: King of the Jungle) | 4 år och 365 dagar | 0            |

### Thaiboxning
| Herrar     | Herrar                                 | Herrar                                     | Herrar             | Herrar       |
| Viktklass  | Mästare                                | Regerande mästare sedan                    | Tid som mästare    | Titelförsvar |
| ---------- | -------------------------------------- | ------------------------------------------ | ------------------ | ------------ |
| Stråvikt   | Sam-A Gaiyanghadao (THA)               | 28 februari 2020 (ONE: King of the Jungle) | 4 år och 365 dagar | 0            |
| Flugvikt   | Rodtang Jitmuangnon (THA)              | 2 augusti 2019 (ONE: Dawn of Heroes        | 5 år och 209 dagar | 2            |
| Bantamvikt | Nong-O Gaiyanghadao (THA)              | 16 februari 2019 (ONE: Clash of Legends)   | 6 år och 11 dagar  | 3            |
| Fjädervikt | Petchmorakot Petchyindee Academy (THA) | 7 februari 2020 (ONE: Warrior's Code)      | 5 år och 20 dagar  | 0            |
| Damer      |                                        |                                            |                    |              |
| Viktklass  | Mästare                                | Regerande mästare sedan                    | Tid som mästare    | Titelförsvar |
| Atomvikt   | Allycia Hellen Rodrigues (BRA)         | 28 augusti 2020 (ONE: A New Breed)         | 4 år och 183 dagar | 0            |